# 阿朱斯
阿朱斯（義大利語：Aggius），是意大利撒丁大区薩薩里省的一个市镇。总面积83.56平方公里，人口1629人，人口密度19.5人/平方公里（2009年）。ISTAT代码为104001。